# Police de la moralité

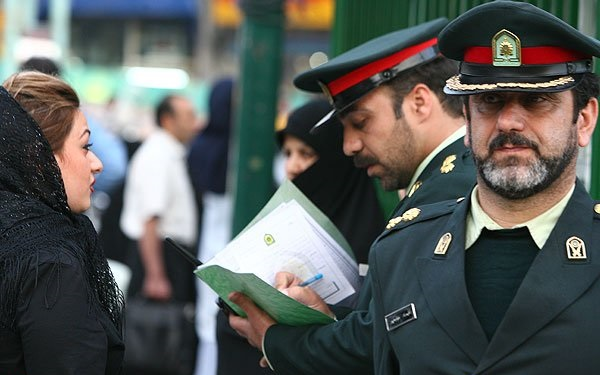
Un policier de la police de la moralité verbalisant une femme à Téhéran le 22 avril 2006.

La police de la moralité (en persan : گشت ارشاد, Gasht-e Ershad), parfois appelé police des mœurs, est la police religieuse d'Iran depuis 2005. Elle est chargée de veiller au respect des mœurs islamiques en Iran. Elle possède plusieurs prérogatives dont la plus importante est de veiller au strict respect du port du hidjab et plus globalement du code de conduite islamique et du code vestimentaire islamique. Cela inclut la verbalisation des hommes pour le port d'un pantalon estimé trop court, le port d'un collier, les coiffures jugées glamours ou encore la possession d'un chien domestique. Ce code vestimentaire interdit également aux femmes le port du manteau court, les jeans skinny ou troués ainsi que les vêtements de couleurs vives. L'objectif affiché, d'après l'agence de presse de la République islamique, est de combattre « l'invasion culturelle occidentale ».
La police de la moralité a la capacité de réprimander, de verbaliser et d'arrêter les usagers dans l’espace public. Cette police possède près de 70 000 agents en 2011. Entre 2013 et 2014, plus de 200 000 personnes sont arrêtées et deux millions de femmes ont reçu des avertissements parce qu'elles ne portaient pas convenablement le hijab et près de 18 000 femmes sont poursuivies en justice pour cela entre mars 2013 et mars 2014.

## Histoire
La police de la moralité est créée en 2005, en remplacement d'autres polices religieuses similaires. Elle a été créée sous la présidence de Mahmoud Ahmadinejad et a commencé ses activités en 2006.
En 2016, près de 7 000 agents sont rajoutés à la police de la moralité notamment pour renforcer le contrôle sur le port du hijab. En 2016, une application mobile appelée Gershad est mise en ligne sur Google Play pour aider les utilisateurs à identifier et à éviter les patrouilles de la police religieuse. En 2017, le mouvement de contestation My Stealthy Freedom (« ma liberté furtive ») émerge au sein de la population féminine iranienne, caractérisée par des vidéos montrant les conditions d'arrestation de la police des mœurs postées sur les réseaux sociaux.
Cette police fait l'objet de contestations croissantes comme en février 2019, où un fourgon de la police de la moralité est brûlé et surtout en septembre 2022, où ont lieu des manifestations, à la suite de la mort de Mahsa Amini. L'annonce de son abolition est faite le 4 décembre 2022 par le procureur général de l’Iran, Mohammad Jafar Montazeri, à la suite de ces manifestations. Pour le chercheur Clément Therme, cette annonce est le fruit d'une rivalité interne entre le pouvoir judiciaire et le ministère de l'Intérieur. Selon lui, le pouvoir judiciaire tenterait ainsi de se déresponsabiliser des problèmes sécuritaires que rencontre le régime.
L'annonce est rapidement démentie par la télévision d’État, qui affirme que ce pouvoir appartient au ministre de l'intérieur et non au procureur général.